# Historia Welforum

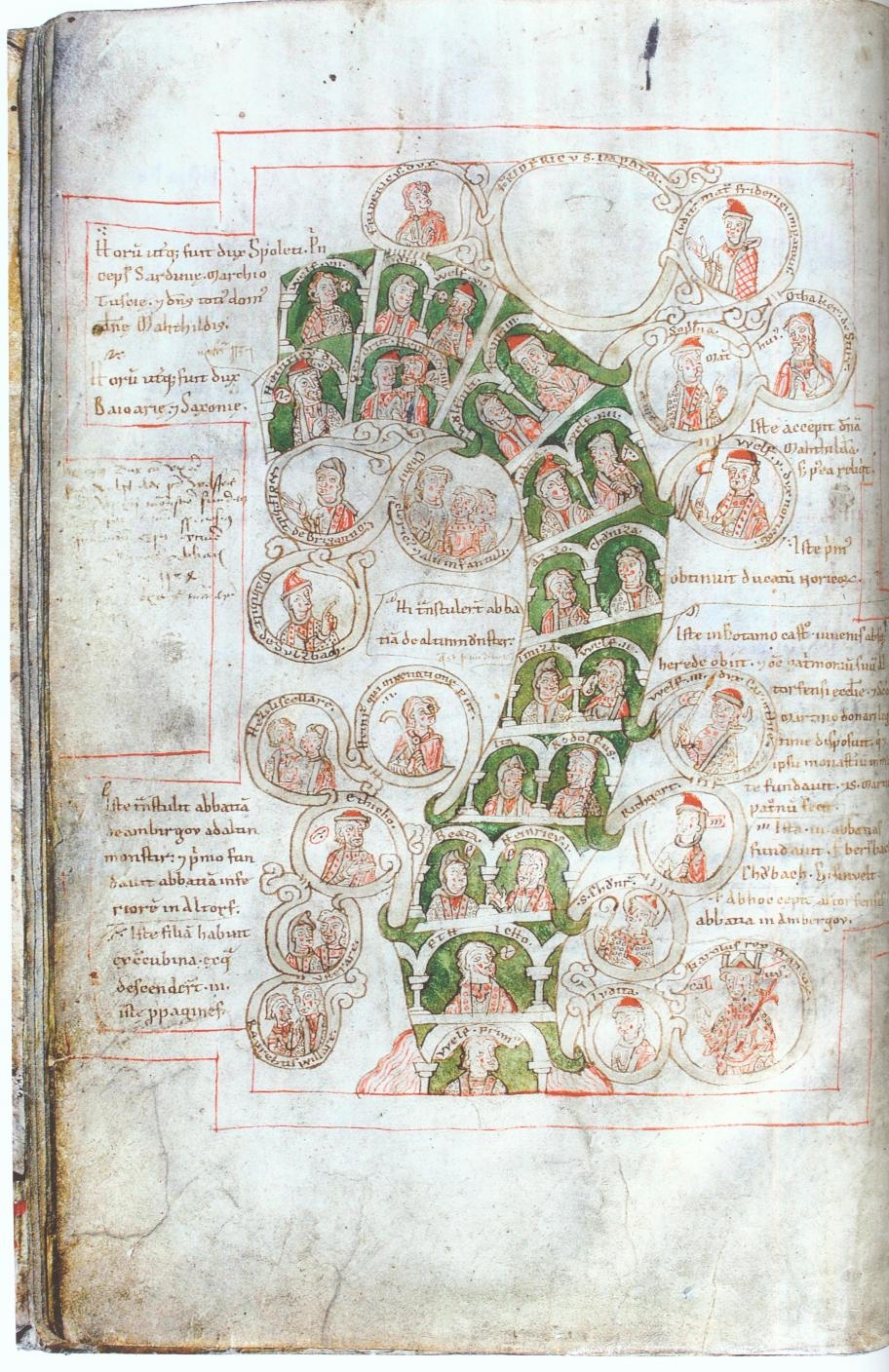
Árbol genealógico de los Welf del manuscrito de Fulda de la Historia

La Historia Welforum es una crónica anónima en prosa latina de la Casa de Welf escrita hacia 1170. El original abarca el periodo comprendido entre 825 y 1167, pero las continuaciones la sitúan en 1208. Debido a que dos copias manuscritas proceden de la abadía de Weingarten, la obra se conoce a veces como Historia Welforum Weingartensis o Chronica Altorfensium.

## Datación y autoría
La Historia fue escrita en Alemania entre 1167 y 1184, aproximadamente. Parece presentar a Enrique el León como heredero de la fortuna de los Welf, lo que significa que debió de escribirse tras la muerte de Güelfo VII en 1167 y antes de que Güelfo VI decidiera nombrar heredero a Federico Barbarroja, hijo de su hermana Judith, en 1178. El autor de la crónica es anónimo, probablemente un clérigo secular (no un monje) que estaba vinculado al entorno de la corte de los Welf en el sur de Alemania y escribió su obra o bien por encargo del duque Güelfo VIo para el duque Enrique el León.Entre las fuentes que utilizó se encuentran las crónicas de Hugo de San Víctor y de Otón de Frisinga.
A la Historia original se añadieron tres continuaciones posteriores. Se conocen como la Continuatio Steingademensis para los años 1167-1191, la Continuatio Weingartensis I para 1152-1197 y la Continuatio Weingartensis II para 1197-1208.La Continuatio Steingademensis informa del acuerdo entre Güelfo VI y Barbarroja.

## Manuscritos
Se conservan cinco copias manuscritas de la Historia Welforum y una sexta fue la base de una edición impresa antes de perderse:
- Fulda, Hochschul- und Landesbibliothek, D 11, elaborado en Weingarten
- Stuttgart, Württembergische Landesbibliothek, H.B. XV 72, elaborado en Weingarten
- Stuttgart, Württembergische Landesbibliothek, Cod. hist. 2° 359
- Múnich, Biblioteca Estatal de Baviera, Clm 12202a
- Múnich, Biblioteca Estatal de Baviera, Clm 29091
- Berlín, Staatsbibliothek, lat. quart. 795 (perdido).

## Sinopsis

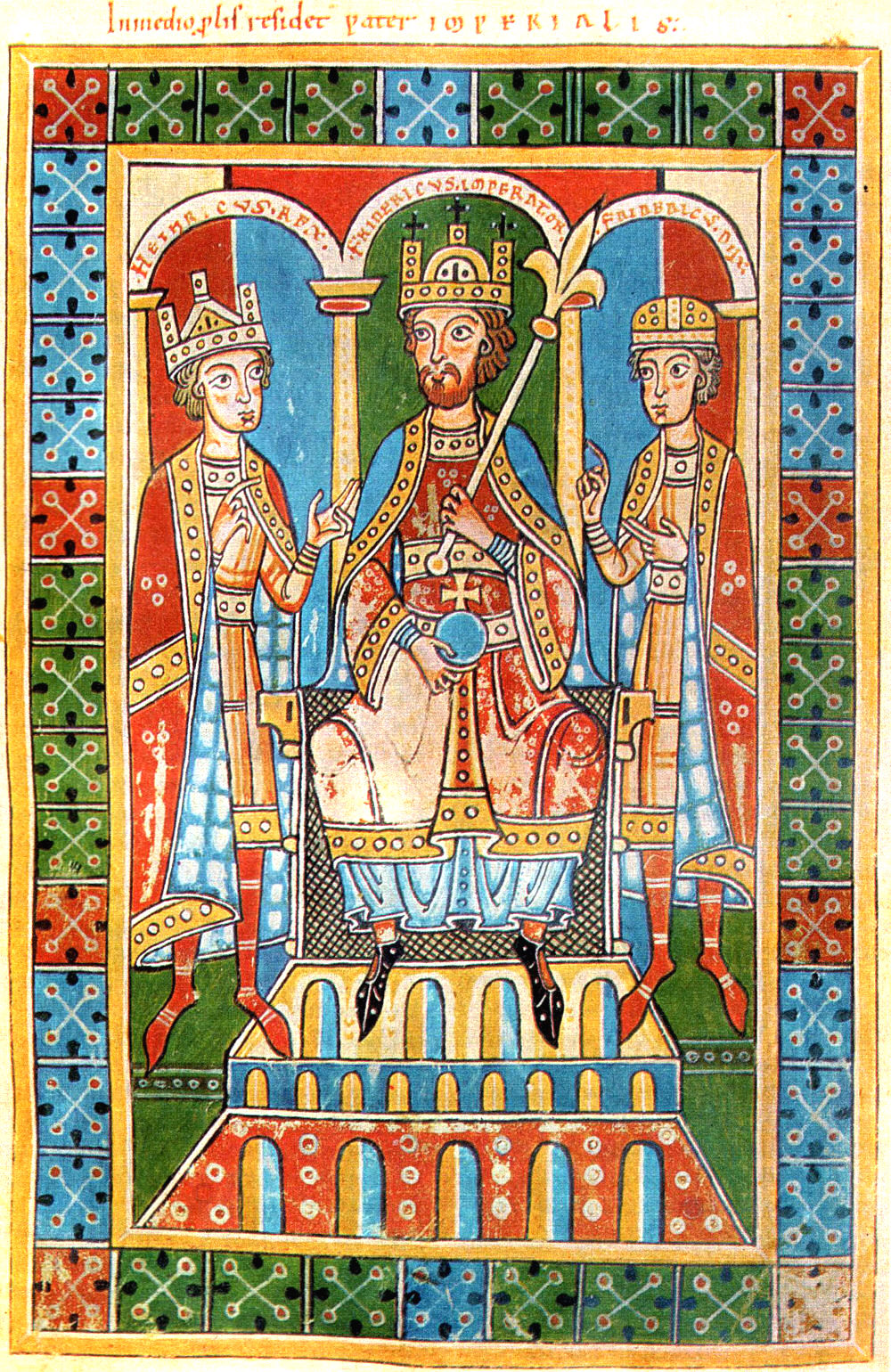
Federico Barbarroja flanqueado por sus hijos al comienzo de la copia de Fulda de la Historia Welforum

La Historia Welforum es la tercera y más detallada de las obras históricas producidas para los Welf en el siglo XII, tras la Genealogia Welforum (antes de 1126) y la perdida Fuente sajona de los Welf (década de 1130). Es la historia real más antigua de una familia noble de Alemania.
La Historia presenta a la dinastía de los Welf con un estatus muy próximo a la realeza.Destaca su riqueza, sus cargos en la corte y sus establecimientos monásticos, como Altomünster, Weingarten y Steingaden. A pesar de su sesgo progüelfo, es una valiosa fuente histórica.
La Historia atribuye a los Welf un origen mítico. Se decía que descendían de los primeros francos y, por tanto, de los troyanos. El senador romano Catilina es considerado un antepasado y su nombre deriva del latín catulus, que es sinónimo de welf en alto alemán medio, ambos con el significado de "cachorro" (esta etimología se encuentra también en la Genealogía). El antepasado histórico más antiguo mencionado es el conde Welf de Alemannia, que murió alrededor del año 825. La historia propiamente dicha comienza con él y continúa hasta la muerte de Güelfo VII en 1167.
Según la Historia, cuando Güelfo III murió en 1055, dejó todo su patrimonio a Weingarten. Su madre, Imiza de Luxemburgo, anuló su testamento y entregó la herencia a Güelfo IV, hijo de su hija Chuniza de Altdor y de Alberto Azzo II de Este.
El manuscrito de Fulda incluye un árbol genealógico basado en el texto de la Historia (con algunos añadidos). Es la ilustración más antigua de un árbol genealógico de Alemania. Al principio de la Historia hay una ilustración de Federico Barbarroja flanqueado por sus hijos, Enrique VI y Federico VI. Barbarroja era un Staufen por línea masculina, pero era un Welf por línea materna. Los primeros copistas de la Historia no vieron oposición aparente entre las casas.

## Análisis
La Historia Welforum es considerada como la primera crónica principesca dinástica de Alemania. Es una obra relativamente corta: en la edición en folio de la edición Monumenta Germaniae Historica, ocupa sólo 17 páginas, más la continuación de dos páginas de la versión de Steingaden. Se ha destacado que, a pesar de su brevedad, se caracteriza por una gran diversidad.
Al analizar el espacio que dedica el narrador a las actividades gobernantes individuales de los welfos, se puede afirmar que la "piedad" y la actividad fundacional de diversos establecimientos religiosos juegan un papel muy importante, mucho más desarrollada que en otras obras historiográficas. Sin embargo, esta actividad fundacional está notablemente limitada a la región de Baviera-Alta Suabia. La otra faceta destacada de la Historia está especialmente marcada por profusas explicaciones de conexiones genealógicas: al autor le era extremadamente importante subrayar quién se había casado con quién y qué hijos habían surgido de cada matrimonio. Este comportamiento matrimonial de los Welfos y los comentarios del cronista deben interpretarse como "representación del poder": también esto aparece en la Historia con una frecuencia mayor que en el resto de crónicas de la época.
Por todo ello la Historia Welforum es un ejemplo único de cómo una casa principesca entendía la memoria, el recuerdo y la seguridad en sí misma en la Alta Edad Media.